# Jugendoffizier

Logo der Jugendoffiziere

Jugendoffiziere sind seit 1958 als Referenten für Sicherheitspolitik ein Bestandteil der Informations- und Öffentlichkeitsarbeit der Bundeswehr. Dabei behandeln sie im Rahmen des erweiterten Sicherheitsbegriffs auch Aspekte der Sozial-, Umwelt- und Entwicklungspolitik. Mit Stand 2023 gab es bundesweit 94 Dienstposten für hauptamtliche Jugendoffiziere in den Dienstgraden Hauptmann oder Kapitänleutnant, die jeweils für einen regionalen Betreuungsbereich zuständig sind. Grundsätzlich sind Jugendoffiziere im Einvernehmen mit den Kultusministerien der Länder im weitesten Sinne in der politischen Bildung tätig ohne das aktive Ziel der Personalgewinnung für die Bundeswehr.
Daneben gibt es in den einzelnen Verbänden Jugendoffiziere und Jugendunteroffiziere in Nebenfunktion. Nebenamtliche Jugendoffiziere und Jugendunteroffiziere organisieren vor allem Besuche bei der Truppe und unterstützen den hauptamtlichen Jugendoffizier vor Ort.

## Grundlagen
„Eine verantwortliche Teilhabe der Bürger an der politischen Willensbildung des Volkes setzt voraus, dass der Einzelne von den zu entscheidenden Sachfragen, von den durch die verfassten Staatsorgane getroffenen Entscheidungen, Maßnahmen und Lösungsvorschlägen genügend weiß, um sie beurteilen, billigen oder verwerfen zu können.“
Das Grundgesetz umfasst gleichermaßen Friedensgebot und Verteidigungsbereitschaft mit Streitkräften auf der Grundlage der Allgemeinen Wehrpflicht. Jugendoffiziere sind für die Öffentlichkeitsarbeit zuständig, sie sollen die Rolle der Bundeswehr der Bevölkerung gegenüber vermitteln. Aussagen zur Sicherheitspolitik – zur Rolle der Bundeswehr im atlantischen Bündnis und zu den Bemühungen um Kooperation, Entspannung und Abrüstung – sind Bestandteile dieser Arbeit.
Darüber hinaus gelten für die Arbeit der Jugendoffiziere zwei weitere wesentliche Grundlagen. Zum einen muss der Beutelsbacher Konsens gewahrt bleiben. Zum anderen haben die Jugendoffiziere ebenso das Münchner Manifest einzuhalten.

## Ausbildung
Jugendoffiziere verfügen gewöhnlich über ein abgeschlossenes Universitätsstudium und mehrjährige Erfahrung als militärische Vorgesetzte, vielfach können sie auch Auslandserfahrungen vorweisen. Der Beruf des Soldaten und der angestrebte stetige Austausch mit politischen Entscheidungsträgern soll ihnen einen differenzierten Blick auf die komplexe sicherheitspolitische Lage ermöglichen. Weiterhin werden sie im Rahmen von Tagungen und Weiterbildungen durch diverse Stellen fortgebildet. Jugendoffiziere sind methodisch-didaktisch darauf geschult, sicherheitspolitische Inhalte zielgruppenorientiert und jugendgerecht zu vermitteln. Alle Jugendoffiziere werden in einem dreiwöchigen Grundlehrgang, hauptamtliche Jugendoffiziere zusätzlich in einem dreiwöchigen Aufbaulehrgang mit den Schwerpunkten Sicherheitspolitik und Kommunikationstechnik, auf ihre Tätigkeit vorbereitet.
Aufgrund des verstärkten Engagements der Bundesrepublik Deutschland bei Auslandseinsätzen übernimmt die Bundeswehr verstärkt Offiziere des militärfachlichen Dienstes (OffzMilFD), da diese aufgrund ihres Lebensalters, Einsatz- bzw. evtl. Gefechtserfahrung, ein erweitertes Erfahrungsspektrum im Rahmen der politischen Weiterbildung an die jüngere Generation weiterleiten können.

## Aufgabenspektrum
Die Jugendoffiziere stehen der Bevölkerung der Bundesrepublik Deutschland und besonders den Jugendlichen und jungen Erwachsenen als Ansprechpartner zur Verfügung. Sie sollen der interessierten Bevölkerung die Sicherheitspolitik der Bundesrepublik Deutschland anschaulich darstellen und erläutern. Dabei informieren sie in Vorträgen, Diskussionen und Seminaren vor allem über den deutschen Beitrag zur internationalen Konfliktprävention und -bewältigung, über den Sachstand, die Perspektiven und Schwierigkeiten von Auslandseinsätzen der Bundeswehr sowie über Alltag und Weiterentwicklung der Streitkräfte. Mit dem Einsatz von Jugendoffizieren soll der Dialog über die Grundfragen von Frieden, Freiheit und Sicherheit angeregt werden. Die Information über berufliche Möglichkeiten bei der Bundeswehr ist nicht ihre Aufgabe.

## Zielgruppen
Der Schwerpunkt der Jugendoffiziere liegt im Einvernehmen mit den Kultusministerien der Länder bei Schülern und Lehrern. Daneben arbeiten sie aber auch mit politischen Jugendorganisationen, Parteien, Gewerkschaften, Kirchen sowie anderen gesellschaftlichen Institutionen und Gruppierungen zusammen.

## Veranstaltungen

### Schulbesuch
Jugendoffiziere besuchen Schulen etwa in Fächern mit politischem oder zeitgeschichtlichen Bezug (v. a. Politik, Sozialkunde, Geschichte, Religion oder Ethik). Die zumeist 90-minütigen Veranstaltungen, die neben Informationsvermittlung vor allem auf Dialog und Diskussion aufbauen, führt der Jugendoffizier in Absprache mit dem zuständigen Lehrer durch. 2023 führten Jugendoffiziere 5499 Veranstaltungen durch, davon 3607 Vorträge, 781 Seminare und 630 Informationsveranstaltungen. Von den insgesamt 158.149 Teilnehmern waren 121.965 Schüler und Studenten, davon knapp die Hälfte an Gymnasien.
Unterrichtsthemen können dabei unter anderem sein:
- Auftrag und Aufgaben der Bundeswehr
- Auslandseinsätze der Bundeswehr
- Transformation der Bundeswehr
- Friedenssicherung im Bündnisrahmen (NATO) und im Auftrag der UNO sowie der Europäischen Union oder der OSZE
- Deutschlands Einbindung in Systeme kollektiver Sicherheit
- Europäische Sicherheits- und Verteidigungspolitik
- Internationaler Terrorismus als Bedrohung des 21. Jahrhunderts
- Alltag und Dienst in der Bundeswehr
- Soldaten als Staatsbürger in Uniform
- Entspannung durch Abrüstung und Rüstungskontrolle

### POL&IS
Hauptartikel: POL&IS
Jugendoffiziere führen vor allem mit Schülern, aber auch mit allen anderen Zielgruppen die interaktive Simulation Politik und internationale Sicherheit durch. POL&IS ist eine Simulation, die den Teilnehmern die nationalen und internationalen Beziehungen von Politik, Wirtschaft, Umwelt und Sicherheit verdeutlichen soll. Zur Vereinfachung ist die Welt dabei modellhaft in 13 Regionen aufgeteilt (z. B. Nordamerika, Europa, Arabien oder Afrika). Die meisten Teilnehmer übernehmen während der Simulation politische Ämter (z. B. Regierungschef oder Wirtschaftsminister) in den verschiedenen Regionen und versuchen ihre politischen, ökonomischen und ökologischen Vorstellungen umzusetzen. Gleichzeitig übernehmen andere Teilnehmer weitere Funktionen in den Bereichen Weltpresse, Weltbank, UN-Generalsekretär, NGOs in Form von Greenpeace oder Amnesty International. Die Simulation ist in zeitlich begrenzte Phasen gegliedert und nimmt für 35 bis 55 Teilnehmer drei bis fünf Tage in Anspruch. 2023 wurden 92 Seminare POL&IS durchgeführt.

### Seminare
Zur Weiterbildung von Lehrern, Referendaren und anderen Multiplikatoren bieten die Jugendoffiziere spezielle sicherheitspolitische Seminare an. Dies können mehrtägige Seminarfahrten nach Berlin, Stettin, Brüssel, Straßburg, Wien sowie neuerdings auch Genf (Europäischer Hauptsitz der UNO) und Den Haag (Sitz des Internationalen Gerichtshofes) sein, bei denen die Jugendoffiziere über die deutsche Außen- und Sicherheitspolitik, die Entwicklungen der NATO, Aspekte des Völkerrechts, die Europäische Sicherheits- und Verteidigungspolitik oder über die Arbeitsweise der UNO informieren. Sie organisieren Gespräche mit hochrangigen Referenten aus Politik und Wirtschaft, die den Teilnehmern die Möglichkeit geben, sich ein eigenes Bild über das internationale Engagement der Bundesrepublik Deutschland zu verschaffen. In vielen Bundesländern werden diese Veranstaltungen von den Kultusministerien der Länder als Lehrerfortbildungsseminare anerkannt und gefördert.
Daneben führen Jugendoffiziere aber auch eine Vielzahl von sicherheitspolitischen Seminaren und Seminartagen durch. Diese sind häufig von kürzerer Dauer und finden zumeist in Bildungs- und Tagungsstätten, aber auch in Kasernen statt.

### Podiumsdiskussionen
Als Fachreferenten nehmen Jugendoffiziere an Podiumsdiskussionen teil und beziehen Stellung zu den Grundlagen und Zielen deutscher Sicherheits- und Verteidigungspolitik. Sie beantworten dabei Fragen zur Zukunft der Bundeswehr und Entwicklungen der europäischen und weltweiten Sicherheitsarchitektur. Ein häufig anzutreffendes Thema war dabei in der Vergangenheit die Diskussion um die allgemeine Wehrpflicht.

### Besuch bei der Truppe
Die Jugendoffiziere bieten interessierten Gruppen Besuche in der Kaserne an, die dazu dienen, einen Einblick in den Alltag und die Arbeitsbedingungen der Soldaten zu erhalten. Im Rahmen dieser Besuche stellen die Einheiten vor Ort Gerät und Ausbildung vor und bieten den Besuchern die Möglichkeit, in den Dialog mit den Soldaten zu treten.

### Akquise/Multiplikatorengespräch
Die Jugendoffiziere vermitteln in Gesprächen Details zu ihrem Gesamtangebot und beraten zu sicherheitspolitischen Themen.

### Sonstiges
Neben diesen oben aufgeführten Veranstaltungen führen Jugendoffiziere je nach regionalen Gegebenheiten und in Absprache mit Interessierten auch weitere Veranstaltungen unterschiedlichster Art durch. Dazu können u. a. sicherheitspolitische Abende, Projekttage, Marineseminare sowie Vorträge an Universitäten, Fachhochschulen und Volkshochschulen gehören.

## Kritik
Verschiedene Organisationen, wie z. B. der Jugendaktionsausschuss Notstand der Republik, bisweilen aber auch viele Schüler selbst, stehen einer Zusammenarbeit von Schulen und Militär kritisch gegenüber. Sie sehen darin einen Verstoß gegen den Beutelsbacher Konsens, der Schülern eine freie Meinungsbildung zusichern soll. So wurde beispielsweise im Mai 2010 eine geplante Veranstaltung von Jugendoffizieren in einer Berliner Schule infolge des Widerstands der Schülervertretung abgesagt.